# ميجان روبرتسون
ميجان روبرتسون (بالإنجليزية: Megan Robertson)‏ هي موجهة قوارب ‏ أسترالية، ولدت في القرن العشرين.

## وصلات خارجية
- ميجان روبرتسون على موقع الاتحاد الدولي للتجديف (الإنجليزية)